# Tapis d'Ardabil
 (juillet 2016).
Le tapis d'Ardabil (ou tapis d'Ardebil) est le nom de deux célèbres tapis persan différents. Le plus grand et le plus connu se trouve maintenant au Victoria and Albert Museum de Londres. À l'origine, ils étaient deux. Le tapis de Londres a été restauré et reconstruit au XIXe siècle, avec des morceaux de ces deux tapis.

## Description
Décor géométrique, d'inspiration caucasienne. Le décor de la bordure est très élaboré. La laine du velours de l'Ardabil est assez terne et les fils plutôt grossiers. Le champ est généralement ivoire et les motifs présentent des teintes très vives avec un large emploi du rouge et du vert pois.
Le plus célèbre des tapis dit d'Arbabil est une merveille du XVIe siècle considéré comme l'un des plus beaux tapis au monde. Sous la protection des souverains, l'art du tapis persan s'est développé en Iran et en Inde, aussi bien sur le plan technique qu'artistique, dans ce qu'on appelle les manufactures de cour. C'est de cette époque que date le splendide tapis persan qui est le plus connu au monde : le tapis Persan d'Ardabil, qui se trouve au Victoria and Albert Museum de Londres. Mesurant 534 × 1 152 cm[réf. souhaitée], il a probablement été fabriqué par Maqsud (Maksoud), dans la ville de Keshan en Perse. Ce tapis persan est daté de l'an 946 selon le calendrier musulman, ce qui correspond à l'an 1539, et il aura fallu trois années à cinq tisserands pour réaliser ce tapis persan qui avait été commandé par le Shah Tahmasp pour la mosquée de Sheikh Safi. Il y avait à l'origine deux tapis, mais l'un a été découpé pour réparer l'autre. Celui qui est le mieux conservé se trouve désormais au Victoria and Albert Museum de Londres. Les restes de l'autre sont aux États-Unis, au Los Angeles County Museum. Le tapis persan d'Ardabil a été confectionné en utilisant le nœud persan, son velours est en laine, la chaîne et la trame sont en soie. Sa densité est de 518 000 nœuds par mètre carré. Le tapis a été vendu au XIXe siècle pour financer les réparations de la grande mosquée d'Ardabil dans le nord de la Perse.